# Leroy Kamau
Leroy Kamau (* 2. Februar 1999 in Kimbe) ist ein Leichtathlet aus Papua-Neuguinea, der sich auf den Sprint spezialisiert hat.

## Sportliche Laufbahn
Erste Erfahrungen bei internationalen Meisterschaften sammelte Leroy Kamau im Jahr 2017, als er bei den U20-Ozeanienmeisterschaften in Suva in 11,19 s den fünften Platz im 100-Meter-Lauf belegte und in 21,90 s über 200 Meter siegte. Ab 2021 besuchte er das Cloud County Community College in den Vereinigten Staaten und 2022 gewann er bei den Pazifik-Minispielen in Saipan in 21,48 s die Silbermedaille im 200-Meter-Lauf hinter dem Fidschianer Banuve Tabakaucoro und wurde im Finale über 100 Meter disqualifiziert. Zudem siegte er mit der 4-mal-400-Meter-Staffel in 3:15,35 min und sicherte sich in der 4-mal-100-Meter-Staffel in 41,77 s die Bronzemedaille hinter den Teams aus Fidschi und Samoa. Anschließend schied er bei den Commonwealth Games in Birmingham mit 10,68 s und 21,67 s jeweils in der ersten Runde über 100 und 200 Meter aus. 2023 startete er dank einer Wildcard über 200 Meter bei den Weltmeisterschaften in Budapest und kam dort mit 21,18 s nicht über den Vorlauf hinaus.
In den Jahren 2020 und 2023 wurde Kamau papua-neuguineischer Meister im 100-Meter-Lauf sowie 2020 auch über 400 Meter und 2020 und 2023 über 200 Meter.

## Persönliche Bestzeiten
- 100 Meter: 10,65 s (−2,1 m/s), 23. Juni 2023 in Saipan
- 200 Meter: 21,02 s (+2,0 m/s), 16. April 2022 in El Dorado
- 400 Meter: 48,17 s, 5. Dezember 2020 in Port Moresby